# Клетка 2
«Клетка 2» — фильм, являющийся сиквелом кинокартины 2000 года «Клетка».

## Сюжет
Мая — одна из жертв маньяка-убийцы по прозвищу «Резак», который обладает хорошим знанием медицины и психологии. Он сначала убивает своих жертв, а потом вновь возвращает к жизни, чтобы снова убить. Она единственная, кому удалось спастись, после чего у неё появляется сверхъестественная способность — проникать в подсознание людей. Она долгие годы охотится за ним, но он постоянно ускользает. И в тот момент, когда Мая уже перестает надеяться, у неё вновь появляется шанс — безумец похищает ещё одну девушку, она обещает, что больше никто не умрет. Ради спасения девушки ей предстоит погрузиться в глубь подсознания маньяка, который тоже уже много лет ждёт встречи с ней.

## Выпуск
Фильм был выпущен в формате DVD 16 июня 2009 года в Соединённых Штатах Америки.